# Beclean, Brașov
Beclean (în dialectul săsesc Bedloinen, Bethlehem, în germană Badlinen, Betlen, Betlehem, în maghiară Betlen, Fogarasbetlen) este satul de reședință al comunei cu același nume din județul Brașov, Transilvania, România.

## Situare geografică
Poziția geografică: 46º19' latitudine N, 25º18' longitudine E.
Satul Beclean, aflat în vechea Țară a Făgărașului, este așezat de o parte și de alta a drumului național DN1, la 3 km vest de Făgăraș, fiind străbătut de râul Săvăstreni, afluent al Oltului. Din punct de vedere administrativ, de comuna Beclean aparțin satele: Beclean (reședința comunei), Boholț, Calbor, Luța și Hurez.

## Istoric
Satul este menționat pentru prima dată într-un document din 17 mai 1473, emis la București de către domnitorul muntean Radu cel Frumos, sub forma „Sâtlani”: „A binevoit Domnia Mea cu a sa bunăvoință, cu inima mea curată și luminată și am dăruit această atotcinstită și cu frumoasă față și preacinstită, care este deasupra tuturor cinstelor și darurilor, această de față poruncă a domniei mele, jupânului Stoica Naneș și vărului lui, Tatomir și nepoților lui, Manea și Stoica [...], ca să le fie satele anume: jumătate din Sâtlani și Râușorul tot și Copăcelul tot și la Voila jumătate și Ucea toată, să le fie de ocină și ohabă, pentru că le-au dobândit de la Domnia Mea cu slujbă” . 
Mai apoi, Becleanul va apărea în mai multe documente și în mai toate urbariile (recensămintele) efectuate de autoritățile maghiare de-a lungul secolelor XVI-XIX (1560, 1576, 1637, 1640, 1649, 1656, 1680, 1688, 1713, 1726, 1758, 1766, 1772, 1787-1789, 1808-1809 și 1819-1820).
Satul dobândește statut de „oppidum” în secolul al XVII-lea, cu unele scutiri de dări și slujbe, scutiri care sunt confirmate de statutele Țării Făgărașului încă din secolul al XVI-lea, la 1560 - 1570.
În anul 1733, când episcopul unit Inocențiu Micu-Klein a dispus realizarea unui recensământ, la Beclean, ortografiat Bethlen, au fost recenzate 89 de familii, adică vreo 435 de persoane. Din registrul aceleiași conscripțiuni mai aflăm numele celor trei preoți care serveau la biserica din Beclean: Prekup (Precup), Adam și Avram. Toți cei trei preoți erau greco-catolici. Mai aflăm, din același registru, că de pe fânețele parohiei greco-catolice se strângeau 2 care de fân, în fiecare an. Denumirea satului, Bethlen, ca și numele unuia dintre preoți, Prekup, erau notate folosindu-se ortografia limbii maghiare, întrucât rezultatele conscripțiunii erau destinate unei comisii formate din neromâni, în majoritate maghiari.

## Demografie
Populația comunei a crescut o dată cu trecerea timpului, de la 89 familii în 1733, la 110 familii în 1761 (totalizând 470 de persoane), iar mai apoi sărind la 156 familii la jumătatea secolului XIX, în 1846. La sfârșitul aceluiași secol, comuna Beclean (satele Beclean, Boholț, Calbor și Hurez) număra deja 1.061 suflete, din care 1.040 de religie ortodoxă. După masivul val de emigrări spre Lumea Nouă de la începutul secolului XX, la recensământul din 1927 au fost numărate în Beclean 270 familii, totalizând 1.230 locuitori. Un deceniu și jumătate mai târziu, în 1941, populația Becleanului scăzuse la 1.131 de persoane, dovadă că procesul emigraționist nu încetase total după 1918.
Astăzi, localitatea numără cam 1.600 de persoane.

## Economie
În localitate se practică: exploatarea pământului, cultivarea cartofului prin asociații și societăți agricole, morărit și panificație, comerț cu amănuntul, pescuit, zootehnie. De asemenea, Becleanul deține o serie de firme de construcții.

## Galerie de imagini

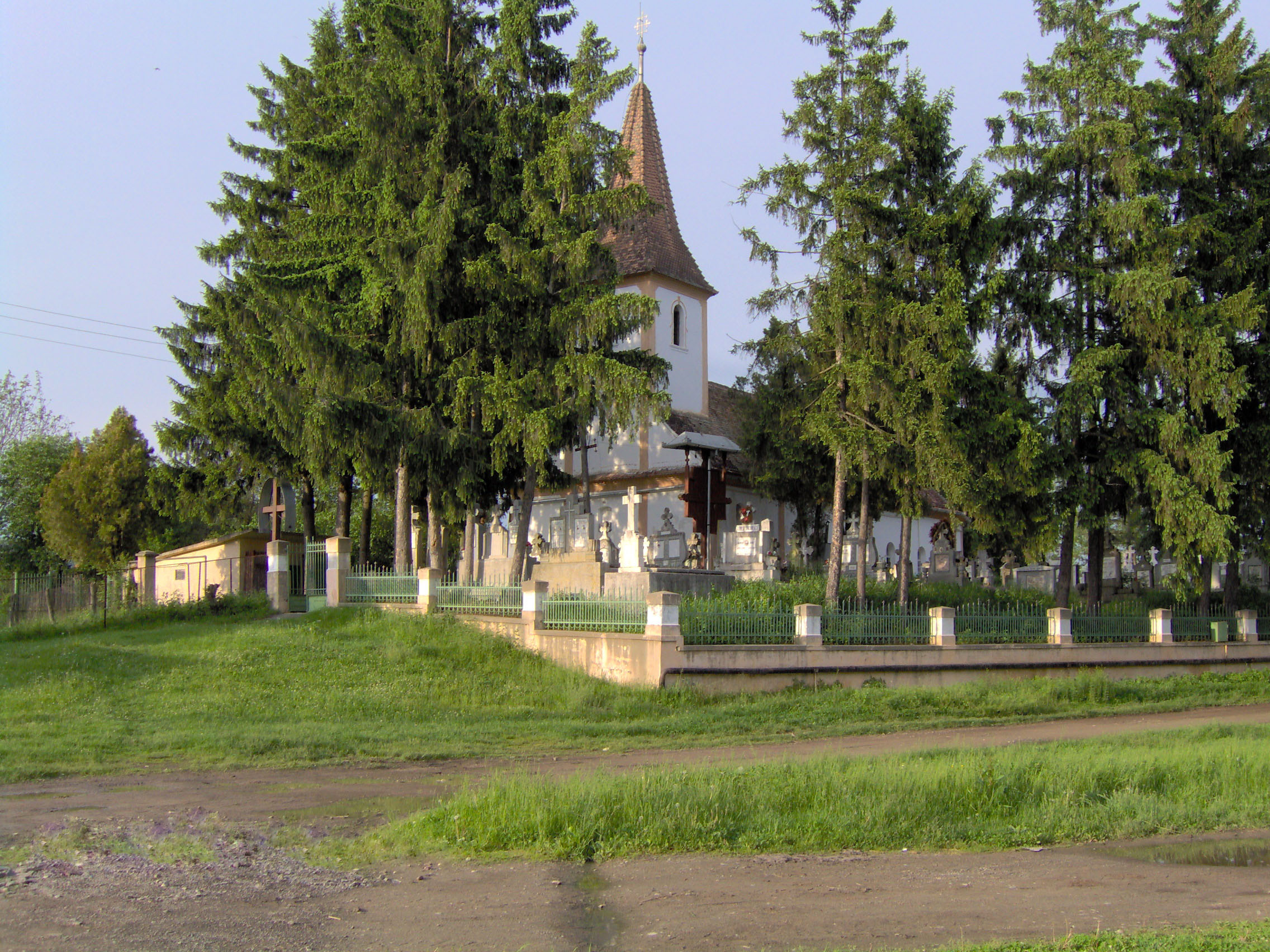
Biserica ortodoxă din Beclean, județul Brasov (construită în 1804)
Pisania bisericii din Beclean
Interiorul bisericii din Beclean
Fragment de pictură - Biserica ortodoxă din Beclean
Curtea bisericii din Beclean
Steagul țeghiului tăbăcarilor din Beclean (fondat în 1643)
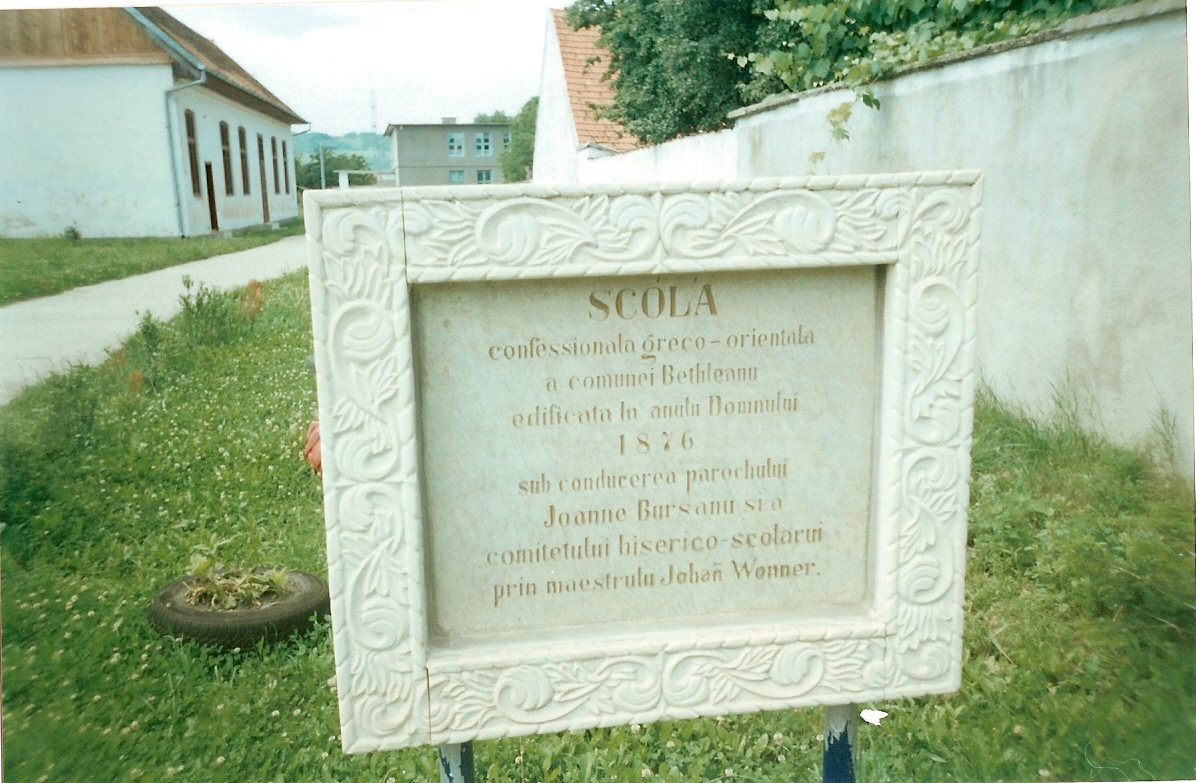
Școala veche din Beclean (1876-cca.1980)